# Schmuggel

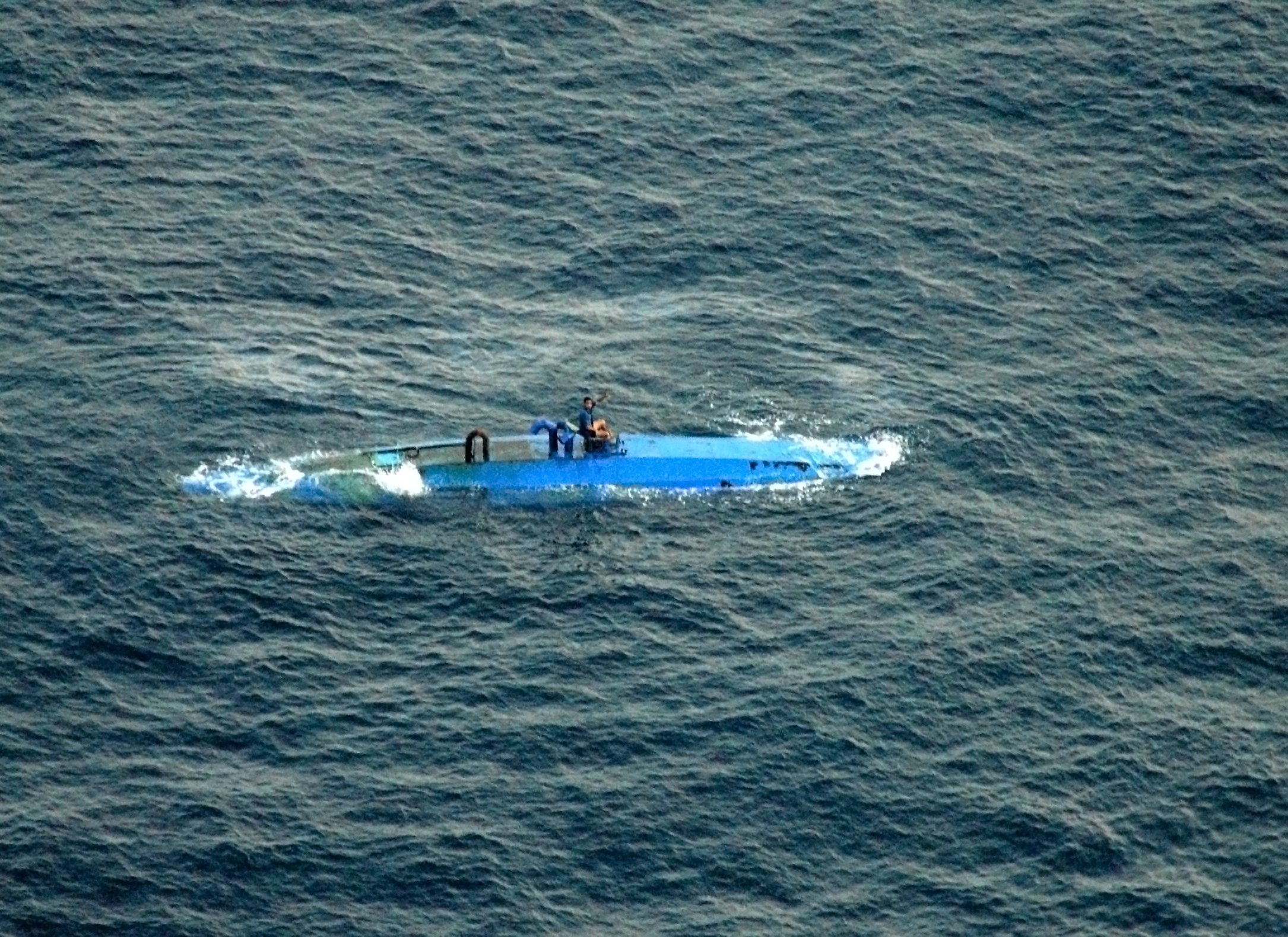
Ein selbstfahrendes U-Boot mit Kokain im Wert von 352 Mio. Dollar, das von der U.S. Navy aufgebracht wurde.

Der Ausdruck Schmuggel (umgangssprachlich auch Pascherei) bezeichnet die rechtswidrige Verbringung von Waren über eine Grenze, meist solcher, die im Zielland durch Wirtschaftslage, fehlende natürliche Vorkommen, Zoll-, Steuer- oder andere gesetzliche Vorschriften deutlich teurer sind als im Herkunftsland, Handelsbeschränkungen unterliegen oder in sonstiger Weise nicht verfügbar sind.

## Arten des Schmuggelns

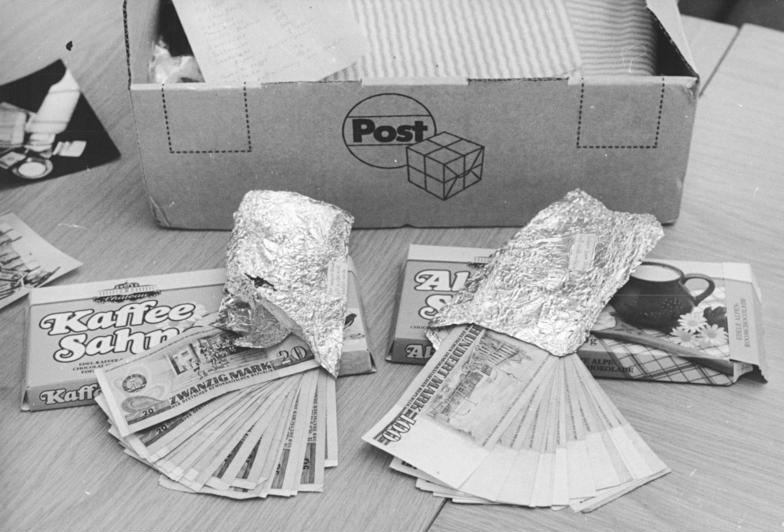
In Schokoladentafeln versteckt sollte DDR-Geld mit der Post geschmuggelt werden.

Es werden auch Waren geschmuggelt, deren Ausfuhr beziehungsweise Einfuhr verboten ist (zum Beispiel antike Gegenstände) oder solche, die überhaupt verboten sind (zum Beispiel illegale Drogen und Waffen).
Der Schmuggel von Drogen, Zigaretten und Waffen sowie Menschenschmuggel hat an den Außengrenzen, innerhalb der EU sowie insbesondere an den Grenzen Deutschlands und Österreichs besondere Bedeutung erlangt.
Der Zigarettenschmuggel wird durch (im Vergleich zum Drogenhandel) oft milde Strafen sowie durch hohe Tabaksteuern attraktiv, welche die Gewinnmargen maßgeblich beeinflussen. Anders als oft angenommen spielen beim organisierten Zigarettenschmuggel allerdings die Unterschiede zwischen den Tabaksteuersätzen einzelner Länder eine untergeordnete Rolle. Tatsächlich werden nämlich im Bereich des organisierten Tabakschmuggels größtenteils gänzlich unverzollte und unversteuerte Zigaretten geschmuggelt, die z. B. aus dem Transitverkehr abgezweigt werden.
Verbreitet ist auch der Schmuggel von Lebensmitteln in kleineren Mengen durch Bewohner einer Grenzregion, da die Freimengen meist eher bescheiden sind.
Die zuständige Behörde zur Verhinderung des Schmuggels ist der Zoll. In Deutschland ist es die Bundeszollverwaltung und in der EU das Europäische Amt für Betrugsbekämpfung (auch „OLAF“ für franz. „Office Européen de Lutte Anti-Fraude“ genannt).
Schmuggler, die Gegenstände in ihrem Körper schmuggeln (inkorporieren), werden Körperschmuggler oder Body packer genannt. Hier wird das Material geschluckt oder in Körperöffnungen verborgen (z. B. in Kondome eingepackt).
In Ländern mit Devisenverkehrsbeschränkungen spielt der Schmuggel von Sorten und Edelmetallen wie Gold eine Rolle.

## Etymologie

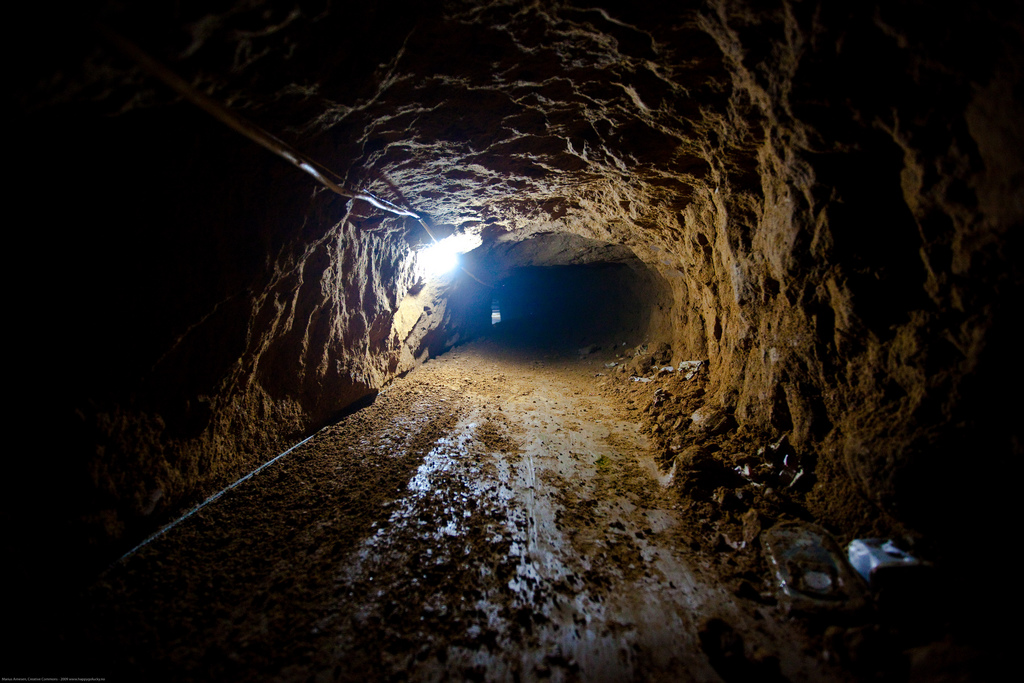
Ein Schmuggeltunnel in Rafah im Gazastreifen

Das Wort ist wahrscheinlich abgeleitet von dem gemeingermanischen Verb smeugan (Altnordisch smjúga) = „in ein Loch kriechen“. Andere Quellen führen es auf das früher in Westflandern gebräuchliche Substantiv smook (Nebel) zurück.

## Strafrecht
Nach der deutschen Abgabenordnung (AO) lässt sich Schmuggel anhand der amtlichen Überschrift des § 373 AO („Gewerbsmäßiger, gewaltsamer und bandenmäßiger Schmuggel“) als Hinterziehung von Einfuhr- und Ausfuhrabgaben bzw. Bannbruch definieren.
Einfuhr- und Ausfuhrabgaben gelten gemäß § 3 Abs. 3 AO als Steuern im Sinne der AO, daher wird deren Hinterziehung als Steuerhinterziehung (Deutschland) nach § 370 Abs. 1 AO mit Freiheitsstrafe bis zu fünf Jahren oder mit Geldstrafe bestraft.
Bannbruch begeht, wer Gegenstände entgegen einem Verbot einführt, ausführt oder durchführt. Hierfür verweist § 372 Abs. 2 AO auf den Strafrahmen des § 370 Abs. 1 AO, wenn die Tat nicht in anderen Vorschriften mit Strafe oder mit Geldbuße bedroht ist. Aufgrund dieser im Gesetz angeordneten Subsidiarität ergeben sich beispielsweise die Strafen für den Schmuggel von Drogen aus den Vorschriften des Betäubungsmittelgesetzes (BtMG) und nicht aus den §§ 372, 370 AO.
Auch eine Strafbarkeit wegen der Hinterziehung von Einfuhrabgaben im Rahmen des Schmuggels von Drogen in das Zollgebiet der Union scheidet aus, obgleich es nach § 40 AO für die Besteuerung grundsätzlich unerheblich ist, ob ein Verhalten, das den Tatbestand eines Steuergesetzes erfüllt, gegen ein gesetzliches Gebot verstößt. Denn die unerlaubte Einfuhr von Betäubungsmitteln unterliegt aufgrund ihrer mangelnden Verkehrsfähigkeit keinen Zöllen und ebenso nicht der Einfuhrumsatzsteuer (vgl. Urteil des EuGH vom 28. Februar 1984, Rechtssache 294/82).
Für schwere Formen des Schmuggels (gewerbsmäßig, gewaltsam und/oder bandenmäßig) sieht § 373 AO eine Freiheitsstrafe von sechs Monaten bis zu zehn Jahren vor.
Am verbreitetsten dürfte der Schmuggel im Reiseverkehr sein. Hier verwirklicht beispielsweise den objektiven Tatbestand der Steuerhinterziehung, wer  bei der Rückkehr aus einem Nicht-EU-Land am Flughafen den grünen Ausgang („anmeldefreie Waren“) benutzt, obwohl er Reisemitbringsel, welche die Mengen- oder Wertgrenzen überschreiten, bei sich führt.
Der Reisende soll in diesem Fall dennoch nicht als Steuerhinterzieher bestraft werden, wenn durch die Tat selbst oder die Vortat Einfuhr- oder Ausfuhrabgaben oder Verbrauchsteuern von insgesamt nicht mehr als 250 Euro verkürzt wurden oder deren Verkürzung versucht wurde.
Aufgrund des im Reiseverkehr geltenden sogenannten Schmuggelprivilegs gemäß § 32 des Zollverwaltungsgesetzes (ZollVG) sollen unter diesen Voraussetzungen Steuerstraftaten und Steuerordnungswidrigkeiten als solche nicht verfolgt, es sei denn, es handelt sich um einen besonders schweren Fall der Steuerhinterziehung nach § 370 Abs. 3 AO (z. B. unter Mithilfe eines Amtsträgers), um gewerbsmäßigen, gewaltsamen und bandenmäßigen Schmuggel nach § 373 AO oder um gewerbsmäßige und bandenmäßige Steuerhehlerei nach § 374 Abs. 2 AO. Diese Einschränkung des Schmuggelprivilegs ergibt sich aus § 32 Abs. 2 ZollVG. Die in dessen bis zum 15. März 2017 geltenden Fassung enthaltenen Einschränkungen betreffend Waren, die durch besonders angebrachte Vorrichtungen verheimlicht oder an schwer zugänglichen Stellen versteckt wurden sowie für Täter, die innerhalb von sechs Monaten zum wiederholten Male den Tatbestand einer Steuerstraftat verwirklichten, sind damit entfallen.
In der alten Fassung galt das Schmuggelprivileg zudem ausschließlich für den grenzüberschreitenden Reiseverkehr. Nach der Neufassung des § 32 ZollVG sind sämtliche Steuerstraftaten, die sich auf Einfuhr- und Ausfuhrabgaben (auch außerhalb des grenzüberschreitenden Reiseverkehrs) und Verbrauchsteuern beziehen, privilegiert. Auch der zunehmende Schmuggel im Versandhandel wird durch die Erneuerung weitgehend entkriminalisiert. Durch die neue „Soll-Regelung“ kann in Fällen, in denen eine Nichtverfolgung unangemessen scheint, die Tat gleichwohl strafrechtlich geahndet werden, dies war bei der alten Fassung nicht möglich.
Wird die Tat aufgrund des Schmuggelprivilegs nicht verfolgt oder das Verfahren wegen Geringfügigkeit eingestellt (§ 398 AO bzw. § 153 StPO), kann ein Zuschlag bis zur Höhe der festzusetzenden Abgaben, höchstens jedoch bis zu 250 Euro erhoben werden (§ 32 Abs. 3 ZollVG).

## Museen

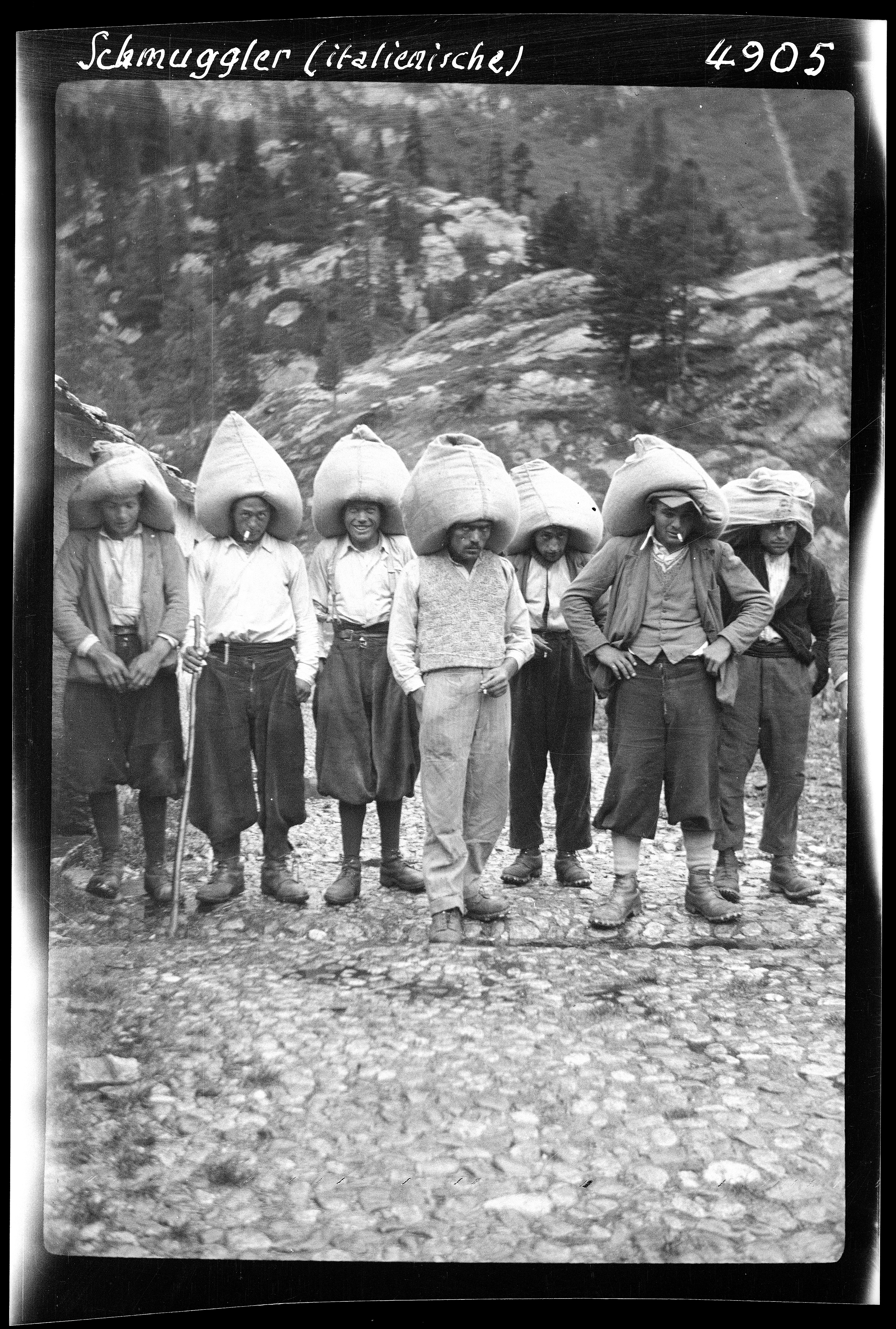
Schmuggler an der italienisch-schweizerischen Grenze in den 1930er Jahren – in vielen Grenzregionen war oder ist bis heute der Schmuggel eine wichtige Einkommensquelle

Im südportugiesischen Santana de Cambas wurde 2009 das Museu do Contrabando eröffnet, das sich mit Schmuggel beschäftigt. 
Das Schweizerische Zollmuseum in Cantine di Gandria widmet sich mit einem Großteil der Ausstellung dem Schmuggel. Auch das Deutsche Zollmuseum in Hamburg präsentiert Exponate mit Bezug zum Schmuggel.